# Vorstendom Anhalt-Zerbst (1606-1796)
Het vorstendom Anhalt-Zerbst was een land in het Heilige Roomse Rijk. Het werd geregeerd door het Huis Anhalt-Zerbst, een zijtak van de dynastie der Ascaniërs. Anhalt-Zerbst ontstond in 1606, na de verdeling van het vorstendom Anhalt tussen de zoons van Joachim Ernst. In 1793 stierf het vorstenhuis in mannelijke lijn uit en drie jaar later werd het vorstendom verdeeld tussen de overgebleven Anhaltse vorstendommen: Anhalt-Dessau, Anhalt-Bernburg en Anhalt-Köthen.
Anhalt-Zerbst bestond bij zijn oprichting uit de Anhaltse gebieden aan de rechterzijde van de rivier de Elbe, met de steden Zerbst, Coswig, Lindau en Roßlau. In 1659 werd het vorstendom uitgebreid met een deel van de erfenis van de graven van Barby en in 1669 erfden de vorsten van Zerbst Jever van de graven van Oldenburg. Alle Anhaltse vorstendommen waren als een geheel ingedeeld bij de Opper-Saksische Kreits.
Anhalt-Zerbst werd zwaar getroffen door de Dertigjarige Oorlog (1618-1648). Tijdens de oorlog bekeerde Johan zich tot het Lutheranisme, terwijl de andere Anhaltse vorsten gereformeerd bleven. Na de oorlog traden de vorsten in militaire dienst van Brandenburg-Pruisen en Oostenrijk. In 1745 trouwde prinses Sophia Augusta Frederica van Anhalt-Zerbst vanwege de Pruisische connecties van haar vader met de Russische troonopvolger en latere tsaar Peter III. Na een staatsgreep werd ze als Catharina II de Grote zelf keizerin van Rusland. Haar broer Frederik August was de laatste vorst van Anhalt-Zerbst.

## Geschiedenis
Anhalt-Zerbst ontstond na de verdeling van Anhalt in 1606 onder de zoons van Joachim Ernst, die tot dat moment gezamenlijk geregeerd hadden. De vierde zoon Rudolf kreeg Anhalt-Zerbst.
Na het uitsterven van de graven van Arnstein-Barby werd het bezit uitgebreid met de ambten Mühlingen en Walter Nienburg. Het ambt Walter Nienburg werd echter geen deel van het vorstendom, want het viel onder de landshoogheid van het keurvorstendom Saksen.
Ten gevolge van het huwelijk van vorst Rudolf met Magdalena van Oldenburg erfde hun zoon Johan in 1667 de heerlijkheid Jever na het uitsterven van de graven van Oldenburg.
Van 1698 tot 1742 bestond er een niet-soevereine tak te Dornburg, die na het uitsterven van de hoofdtak in Zerbst aan de regering kwam.
Het huis Anhalt-Zerbst stierf op 3 mei 1793 uit met vorst Frederik August. Zijn zuster was Catharina II van Rusland, die de heerlijkheid Jever erfde. Anhalt-Zerbst werd tot 1797 gemeenschappelijk bestuurd door de vorsten van Anhalt-Dessau, Anhalt-Bernburg en Anhalt-Köthen. Anhalt-Dessau kreeg de stad Zerbst, het ambt Zerbst en het tot keursaksen behorende ambt Walter Nienburg, Anhalt-Bernburg kreeg de ambten Roßlau, Coswig en Mühlingen en Anhalt-Köthen kreeg het ambt Dornburg.

## Vorsten
| regering     | naam                      | geboren    | naam       | familie                |
| ------------ | ------------------------- | ---------- | ---------- | ---------------------- |
| 1606-1621    | Rudolf I                  | 28-10-1576 | 20-08-1621 | zoon van Joachim Ernst |
| 1621-1667    | Johan V                   | 24-03-1621 | 03-11-1718 | zoon                   |
| 1667/74-1718 | Karel Willem              | 16-10-1652 | 03-11-1718 | zoon                   |
| 1718-1742    | Johan August              | 29-07-1677 | 07-11-1742 | zoon                   |
| 1742-1746    | Johan Lodewijk (II)       | 23-06-1688 | 05-11-1746 | neef, zijtak Dornburg  |
| 1742-1747    | Christiaan August         | 29-11-1690 | 16-03-1747 | broer                  |
| 1747-1793    | Frederik August           | 08-08-1734 | 03-03-1793 | zoon                   |
| 1793-1796    | gemeenschappelijk bestuur |            |            |                        |